# クレメント・ハード
クレメント・G・ハード (Clement G. Hurd, 1908年1月12日 - 1988年2月5日) は、アメリカ合衆国の児童文学作家・イラストレーター。マーガレット・ワイズ・ブラウンとの共作『おやすみなさい おつきさま』（Goodnight Moon, 1947年）、『ぼく にげちゃうよ』（The Runaway Bunny, 1942年）などでよく知られ、ブラウンの友人で妻のエディス(イーディス）・T・ハード (en:Edith Thacher Hurd) の作品やガートルード・スタインの子供向け作品 The World Is Roundなどの挿絵も描いている。Run, Run, Run など自身で絵と文を担当した作品もある。

## 経歴
1908年、ニューヨークの不動産銀行家の息子として生まれ、ニューハンプシャー州コンコードのセント・ポールズ・スクールを経て、イェール大学で建築を学ぶ。その後2年間パリでフェルナン・レジェに絵画を学び、1930年代はニューヨークでフリーランス・アーティストとして過ごす。1939年に児童書作家のイーディス・サッチャー（Edith Thacher）と結婚。ブラウンはハードの2枚の絵を見て児童書の挿絵を描く気はないかと尋ねたという。
自身も児童文学作家で挿絵も描いている息子のサッチャー・ハード (en:Thacher Hurd) は、父や一家の住んでいたバーモントの農場は「素晴らしい創造性のオーラ（"wonderful aura of creativity"）」に包まれていたとインタビューで述べている。
『おやすみなさい おつきさま』出版60周年の機会に刊行された復刻版において、掲載されたハードの肖像写真の手にあった煙草が編集除去 (Tobacco bowdlerization) されており、その是非について議論があった。

## 主な作品
- Bumble Bugs and Elephants: A Big and Little Book, 1938（マーガレット・ワイズ・ブラウン作）

邦訳『ぶんぶんむしとぞう : おおきいものとちいさいもの』世界傑作絵本シリーズ・アメリカの絵本（中川李枝子訳、福音館書店 2009年） ISBN 9784834022889
- The merry chase, 1941（作・絵）

邦訳『とんでもない おいかけっこ』（江國香織訳、BL出版 2006年） ISBN 9784776401728
- The Runaway Bunny, 1942（マーガレット・ワイズ・ブラウン作）

邦訳『ぼくにげちゃうよ』（岩田みみ訳、ほるぷ出版 1976年）
同『ぼくにげちゃうよ』ほるぷ出版の大きな絵本（岩田みみ訳、ほるぷ出版 2003年）
- Goodnight Moon, 1947（マーガレット・ワイズ・ブラウン作）

邦訳『おやすみなさい おつきさま』（瀬田貞二訳、評論社 1979年） ISBN 9784566002333
- My World: A Companion to Goodnight Moon, 1949（マーガレット・ワイズ・ブラウン作）

『おやすみなさい おつきさま』の姉妹編
邦訳『ぼくのせかいをひとまわり』（おがわひとみ訳、評論社 2001年） ISBN 9784566007284
- Run, Run, Run, 1951（作・絵）
- Johnny Lion's Book (I Can Read), 1965（イーディス・T・ハード作）

邦訳『ライオンのジョニーひとりでおるすばん』（こだまともこ訳、佑学社 1984年）
- Johnny Lion's Bad Day, 1970（イーディス・T・ハード作）

邦訳『ライオンのジョニーかぜをひく』（こだまともこ訳、佑学社 1984年）
- Wilkie's world, 1971 （エディス・サッチャー・ハード作）

邦訳『ウィルキィのちきゅう』（みやけおきこ訳、トモ企画 1984年） ISBN 9780571101993
- Making of Goodnight Moon, 1997（マーガレット・ワイズ・ブラウン、レナード・S・マーカス文）

邦訳『「おやすみなさいおつきさま」ができるまで』（瀬田貞二・中村妙子訳、評論社 2001年） ISBN 9784566007314